# يوري روز
يوري روز (بالهولندية: Yuri Alexander Rose)‏ (ولد في 8 مايو 1979) هو لاعب كرة قدم هولندي، يلعب كلاعب وسط.

## روابط خارجية
- يوري روز على موقع قاعدة بيانات كرة القدم.إي يو (الإنجليزية)
- يوري روز على موقع Soccerway.com (الإنجليزية)